# Памятники истории и культуры Фёдоровского района (Костанайская область)
Памятники истории и культуры местного значения Фёдоровского района — отдельные постройки, здания и сооружения, некрополи, произведения монументального искусства, памятники археологии, включенные в Государственный список памятников истории и культуры местного значения Костанайской области. Списки памятников истории и культуры местного значения утверждаются исполнительным органом региона по представлению уполномоченного органа по охране и использованию историко-культурного наследия.
В Государственном списке памятников истории и культуры местного значения города в редакции постановления акимата Костанайской области от 31 марта 2020 года числились 7 наименований.

## Список памятников
| Номер в списке | Название                                               | Изображение | Годы постройки                     | Место нахождения                             | Вид памятника                        |
| -------------- | ------------------------------------------------------ | ----------- | ---------------------------------- | -------------------------------------------- | ------------------------------------ |
| 946            | Памятник «Погибшим в годы Великой Отечественной войны» |             | 1980 год                           | село Федоровка                               | сооружение монументального искусства |
| 947            | Курганная группа Байкаин I                             |             | ранний железный век                | 3 километра к северу от села Байкаин         | археология                           |
| 948            | Курган Байкаин II                                      |             | ранний железный век                | 7 километров к северо-западу от села Байкаин | археология                           |
| 949            | Курган Байкаин III                                     |             | ранний железный век                | 8 километров к северо-западу от села Байкаин | археология                           |
| 950            | Курган Байкаин IV                                      |             | ранний железный век                | 5 километров к юго-западу от села Байкаин    | археология                           |
| 951            | Курганная группа Кенарал                               |             | ранний железный век                | 2 километра к югу от села Кенарал            | археология                           |
| 952            | Курган у села Новое                                    |             | эпоха бронзы – ранний железный век | 25 километров к юго-востоку от села Ленино   | археология                           |